# Atomic Demolition Munitions

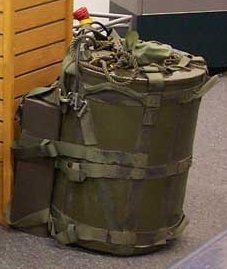
Transportbox H-912 für die W54/Special Atomic Demolition Munition

Atomic Demolition Munitions (ADM) sind taktische Kernwaffen. Oft wird auch von Atomminen, Kernminen oder nuklearen Landminen gesprochen. Diese nuklearen Sprengsätze werden an einem bestimmten Punkt installiert und fern-/zeitgezündet.

## Allgemeines

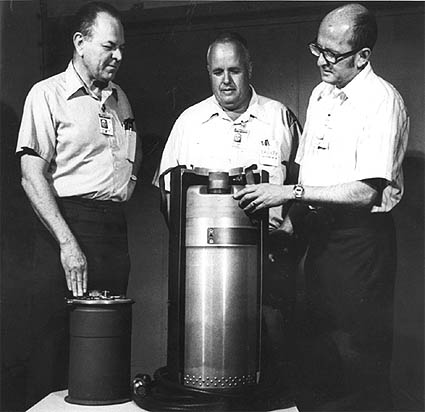
W45/Medium Atomic Demolition Munition, links die Decodereinheit

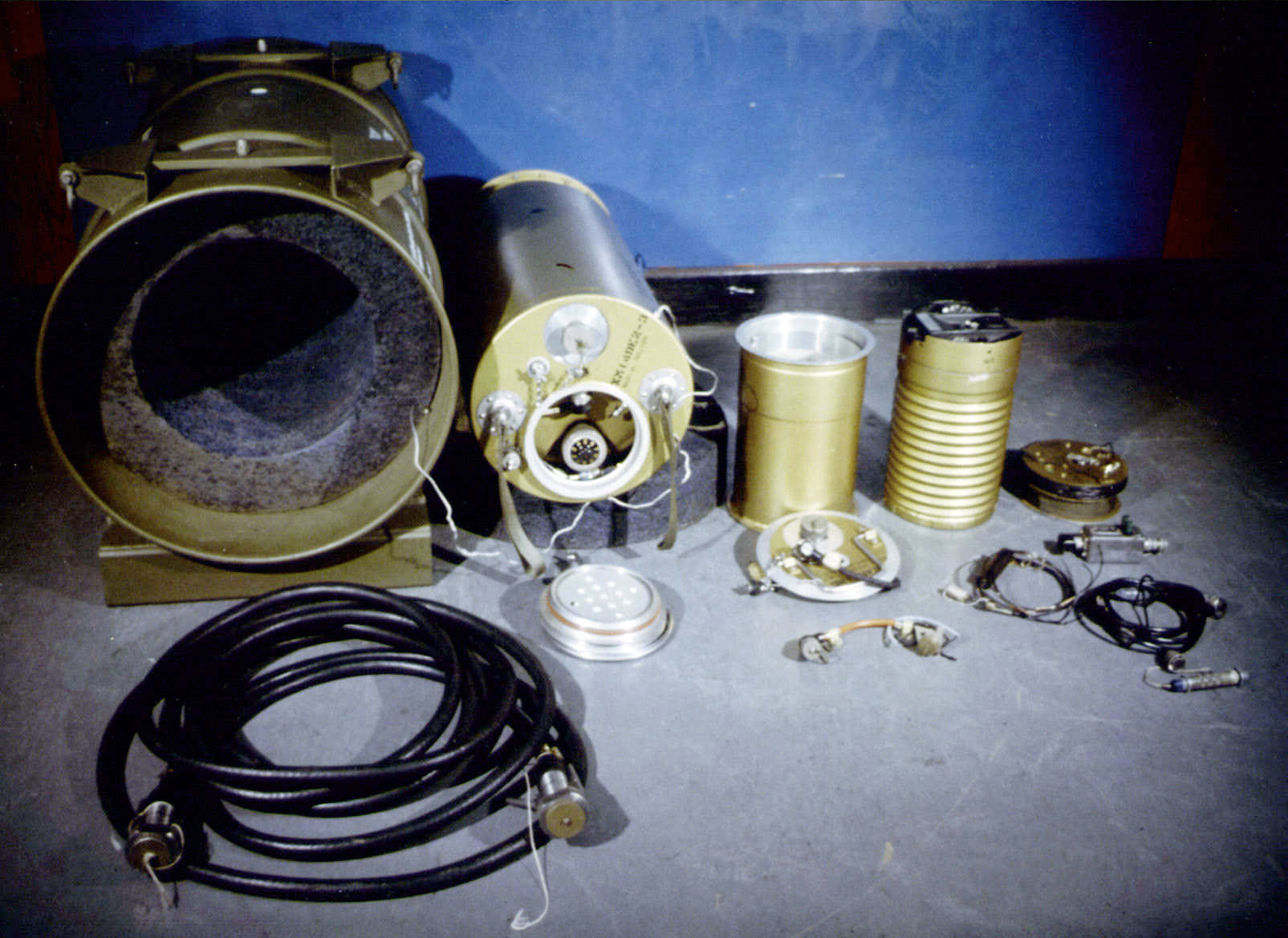
Komponenten einer Medium Atomic Demolition Munition, v. l. n.
r.: Behälter, Sprengkopf, Coder-/Decodereinheit, Zündeinheit

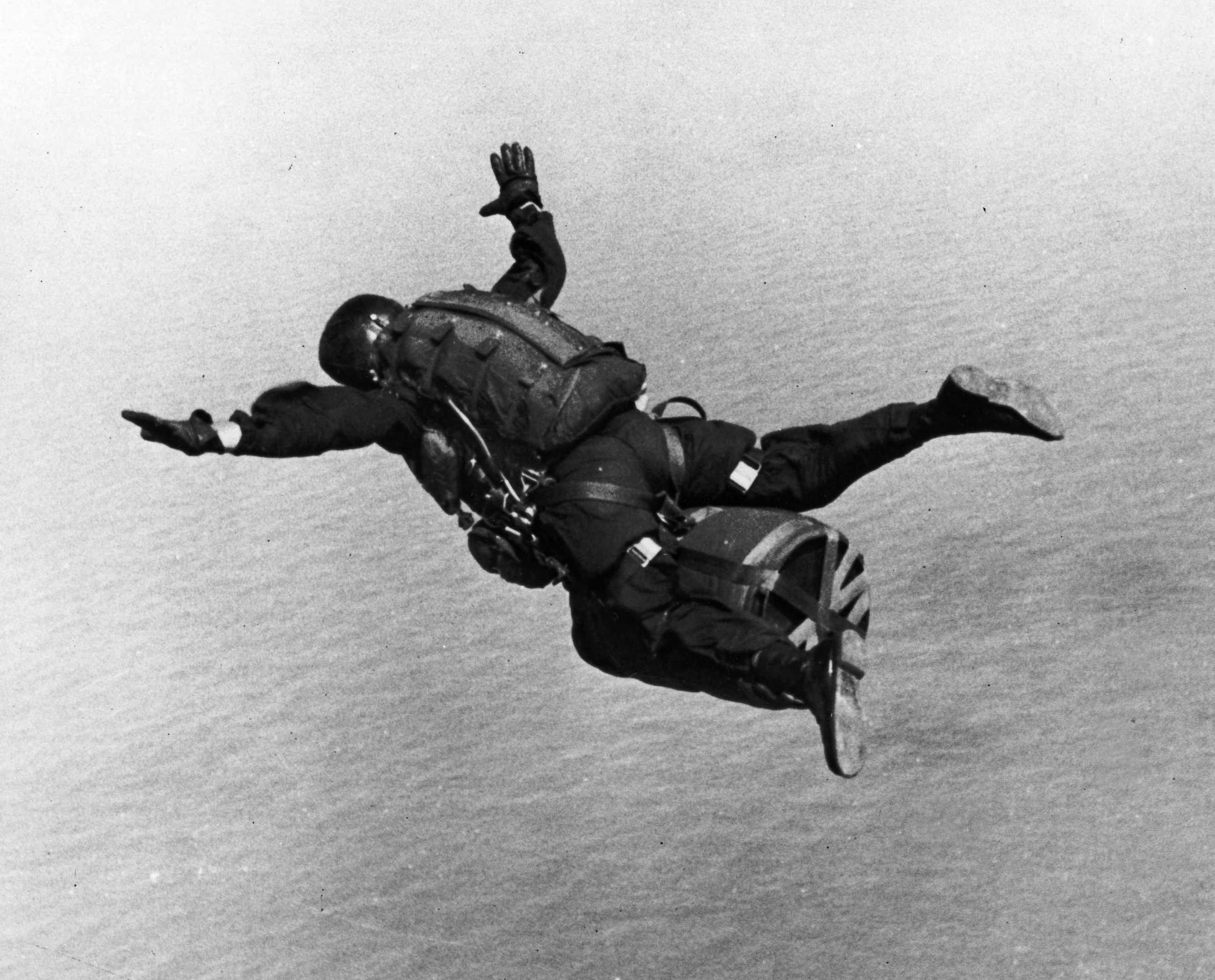
Mitglied eines Green Light Teams mit einer MK–54 SADM

ADM gab es mit einer Sprengkraft von 10 t TNT-Äquivalent bis 1 kt (Small ADM, SADM) bzw. 500 t bis 15 kt (Medium ADM, MADM). Die Klasse W54 hat beispielsweise ein Gewicht unter 74 kg und eine Sprengkraft zwischen 10 t und 1000 t. 1985 sollen 93 Stück dieser Waffe in Europa einsatzbereit gewesen sein. Andere Quellen sprechen von ca. 300 ADM im Jahr 1985 in Westdeutschland.
Zweck dieser Waffe ist die großflächige Sperrung von Punkten im Gelände, um einen gegnerischen Angriff zu verzögern. Bei einem möglichen Angriff des Warschauer Pakts auf Westeuropa wären diese Waffen an der innerdeutschen Grenze und in Bereichen dahinter, wie z. B. Fulda, dem sogenannten Fulda Gap, zum Einsatz gekommen. Dazu wären die Bomben an kritische Stellen mit vielen Verkehrswegen oder strategischer, kritischer Infrastruktur (wie zum Beispiel im Raum Hattenbach bei Fulda oder unter Startbahnen) gebracht worden, um im Falle ihrer Explosion die Wege zu zerstören und damit das Vorrücken des Gegners zu behindern (Zebra-Paket).
Weitere mögliche Einsatzgebiete waren Tunnel, Autobahnen, Dämme und Brücken. Die Explosion wäre beispielsweise mittels Fernzünder eingeleitet worden. Genaue Einsatzgebiete unterliegen bis heute der Geheimhaltung.
Hintergrund dieser Planungen war die damalige Überlegenheit der konventionellen Streitkräfte des Warschauer Paktes. Einem Angriff des Ostblocks mit konventionellen Waffen standzuhalten war aufgrund des Kräfteverhältnisses nicht sicher möglich. Daher behielt sich die NATO vor, einen solchen Angriff auch mit Atomwaffen zu stoppen. Hierzu waren neben den ADM vor allem auch atomar bewaffnete Kurzstreckenraketen vorgesehen.
Deutsche Kommandeure hatten Bedenken hinsichtlich eines Einsatzes von ADM auf deutschem Boden, da die Folgewirkungen nicht zu kalkulieren waren. So weigerten sich 1960 deutsche Offiziere bei der Pionierübung MAKE FAST VIII, taktische Kernwaffen wie ADM einzusetzen, was zu Irritationen bei den britischen, niederländischen und belgischen Übungsteilnehmern führte. Jedoch musste die Bundeswehrführung den NATO-Forderungen nachgeben und die ADM in die Verteidigungsplanungen aufnehmen und entsprechende Einsatzpunkte sondieren. Als Zugeständnis seitens der NATO sollten ADM nur östlich der Weser und nicht in oder in der Nähe von Ortschaften eingesetzt werden. Jedoch waren die USA nicht bereit, die Freigabe der ADM an die militärischen Führer vor Ort zu delegieren. Dadurch verloren sie ihren operativen Wert, da sie nicht schnell genug eingesetzt werden konnten und wurden letztendlich Mitte der 60er-Jahre durch Johann Adolf Graf von Kielmansegg, den ersten deutschen CINCENT, aus den damals geheimen Einsatzplanungen der NATO gestrichen.
Helmut Schmidt setzte sich ab dem Jahr 1969 als Verteidigungsminister gegen den Einsatz von Atomminen ein und verhinderte eine Umsetzung der geplanten Verminung.
ADM sowie nukleare Kurzstreckenraketen wie die französische Pluton wurden in der deutschen Öffentlichkeit der 1970er- und 1980er-Jahre kritisch diskutiert, da diese auf dem mutmaßlichen Schlachtfeld Deutschland eingesetzt worden wären.
Nach der friedlichen Revolution 1989 verloren diese Waffen ihre militärische Bedeutung. Durch den Wegfall der militärischen Bedrohung durch den Warschauer Pakt war auch das Szenario eines Überraschungsangriffs einer überlegenen konventionellen Armee entfallen. Sowohl atomare Kurzstreckenwaffen als auch ADM hatten ihre Bedeutung und geplante Einsatzmöglichkeit eingebüßt.
Auch die Sowjetunion verfügte über derartige Waffen. Sie hatten jedoch aufgrund der ohnehin bestehenden konventionellen Überlegenheit dort keine größere strategische Bedeutung.

## Amerikanische ADM-Typen

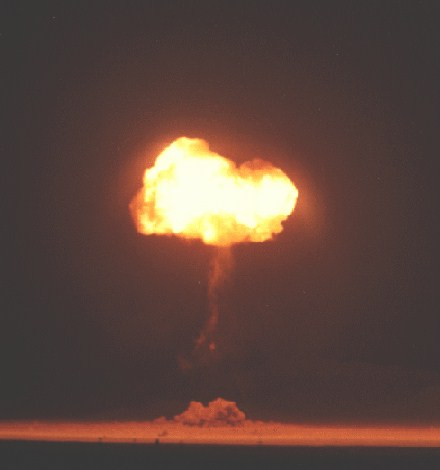
Test einer XW-54, 6 Kilotonnen

| Bezeichnung                             | In Dienst | In Dienst | Beschreibung                                                          |
| Bezeichnung                             | von       | bis       | Beschreibung                                                          |
| --------------------------------------- | --------- | --------- | --------------------------------------------------------------------- |
| W7/ADM-B                                | 1954/55   | 1967      |                                                                       |
| T4/ADM                                  | 1957      | 1963      | Modifizierte Version der nuklearen Artillerie-Granate W9              |
| W30/Tactical Atomic Demolition Munition | 1961      | 1966      | Sprengkraft: 0,3 Kilotonnen (Mod 4 Y1) bzw. 0,5 Kilotonnen (Mod 4 Y2) |
| W31/ADM                                 | 1960      | 1965      | Sprengkraft: 2 Kilotonnen oder weniger                                |
| W45/Medium Atomic Demolition Munition   | 1964      | 1984      | Sprengkraft: Zwischen 1 und 15 Kilotonnen.                            |
| W54/Special Atomic Demolition Munition  | 1965      | 1989      | Sprengkraft: Variabel: 10 Tonnen oder 1 Kilotonne                     |